# Sibbhult
Sibbhult is een plaats in de gemeente Östra Göinge in het Zweedse landschap Skåne en de provincie Skåne län. De plaats heeft 1383 inwoners en een oppervlakte van 146 hectare. Sibbhult wordt vrijwel geheel omringd door bos en door de plaats loopt de rivier de Sibbhultaån. De plaats Osby ligt circa twintig kilometer ten westen van het dorp.